# Октавне транспонування

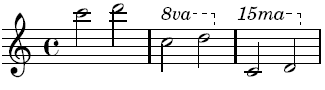
Одні й ті самі звуки, занотовані без транспонування, з октавним та двохоктавним транспонуванням

Октавне транспонування — перенесення звуків на октаву вгору або вниз. Для позначення октавного транспонування використовують спеціальний знак 8 - - - -|, який пишуть над або під нотами, залежно від напрямку транспонування. Рідко зустрічається також знак 15 - - - -|, який позначає транспонування на інтервал квінтдецими, тобто на дві октави.
| Символ | Назва                               | Зміна тональності         |
| ------ | ----------------------------------- | ------------------------- |
|        | Альтове квінтдецимне транспонування | Підвищення на квінтдециму |
|        | Альтове октавне транспонування      | Підвищення на октаву      |
|        | Басове октавне транспонування       | Пониження на октаву       |
|        | Басове квінтдецимне транспонування  | Пониження на квінтдециму  |